# Bowdichia
Bowdichia es un género de plantas de la familia Fabaceae. Comprende 20 especies descritas y de estas, solo 2 aceptadas.

## Taxonomía
El género fue descrito por Nicholas Edward Brown y publicado en Nova Genera et Species Plantarum (folio ed.) 6: 295. 1824. La especie tipo es: Bowdichia virgilioides Kunth
Etimología
El nombre de este género está dedicado a Bowditch: Thomas Edward Bowdich y su esposa Sarah Bowdich.

## Especies aceptadas
A continuación se brinda un listado de las especies del género Bowdichia aceptadas hasta julio de 2014, ordenadas alfabéticamente. Para cada una se indica el nombre binomial seguido del autor, abreviado según las convenciones y usos.
- Bowdichia nitida Benth.
- Bowdichia virgilioides Kunth - Alcornoque americano, alcornoque del Orinoco[3]